# GEMET
GEMET (GEneral Multilingual Environmental Thesaurus, zu deutsch etwa „Allgemeiner Mehrsprachiger Umwelt-Thesaurus“) ist eine Entwicklung im Auftrag der Europäischen Umweltagentur (EUA) und wird vom Europäischen Umweltinformations- und Umweltbeobachtungsnetz (European Environment Information and Observation Network – EIONET) verwaltet und publiziert.
GEMET ist eine Zusammenfassung mehrerer kontrollierter mehrsprachiger Vokabulare und wurde als allgemeiner Thesaurus mit dem Ziel konzipiert, eine gemeinsame Terminologie für umweltrelevante Begriffe im europäischen Kontext zu finden. Die gegenwärtige Version ist in 27 (überwiegend europäischen) Sprachen verfügbar und enthält über 6000 Begriffe.
Die Nutzung des Thesaurus ist für die Öffentlichkeit über mehrere Wege möglich. Er ist online über die Internetseite des EIONET zugänglich, durch Webservices nutzbar oder kann in Form von HTML- oder SKOS-Dateien heruntergeladen werden.
GEMET wird von vielen europaweiten Anwendungen mit Umweltbezug genutzt; unter anderem kommt er beim Aufbau der europäischen Geodateninfrastruktur INSPIRE zum Einsatz.